# Монго, Пабе
Пабе Монго́ (р. 1948) — камерунский писатель-прозаик. Пишет на французском языке.
Имеет учёную степень доктора философии. С 1984 года занимает должность генерального секретаря Университетского центра в Нгаундере, также является главой Ассоциации франкоязычных писателей стран Центральной Африки.
Творчество писателя представлено в основном сборниками рассказов, автобиографическими очерками и, в меньшей степени, романами (один из самых известных — «Nos Ancêtres les baobabs»). Наиболее известен его цикл рассказов «Странный мальчик» (1972), в котором автор даёт широкую картину нравов сенегальских деревень, критикуя и высмеивая те моменты жизни, которые кажутся ему пережитками прошлого, но при этом критикует и насильственное уничтожение многих традиционных ценностей местными миллионерами.